# Schadeck (Runkel)
Schadeck ist ein Stadtteil der Stadt Runkel im mittelhessischen Landkreis Limburg-Weilburg. Seinen Namen verdankt es der Burg Schadeck, die 1288 als Trutzburg gegen die Burg Runkel („Ecke zum Schaden der Burg Runkel“) erbaut wurde.

## Geographie

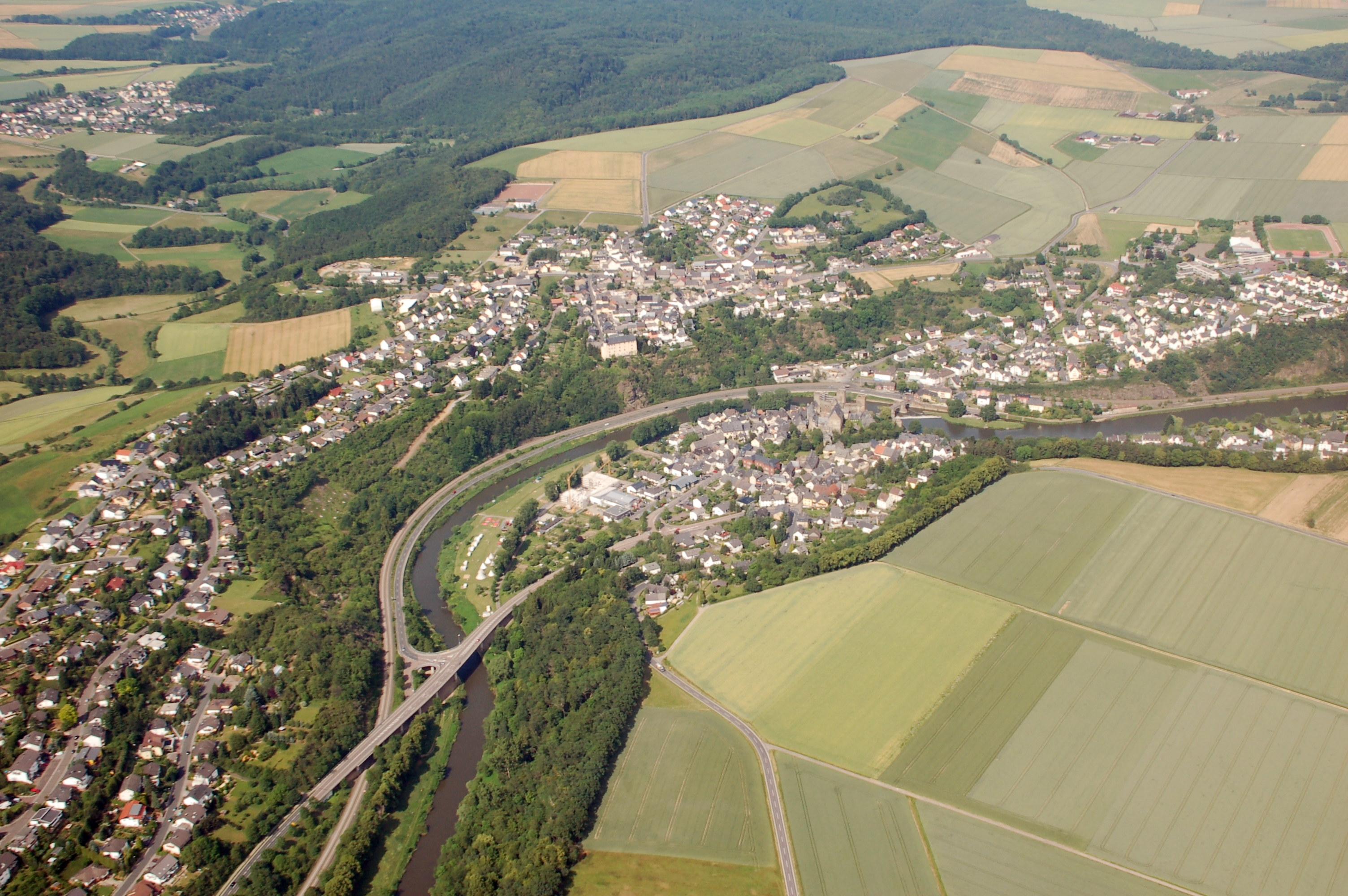
Luftbild aus Richtung Süden mit dem Schadecker Ortskern (Bildmitte, oben) und den nach Südwesten gestreckten neueren Teilen des Orts sowie Altstadt (Bildmitte, unten) und neueren Teilen (rechts) der Kernstadt Runkel. Gut zu erkennen sind auch das Kerkerbachtal (links), der große Wald nördlich von Schadeck (oben) und ein Teil der Feldgemarkung im Osten (rechts).

Schadeck liegt unmittelbar nördlich der Lahn, gegenüber der Kernstadt Runkel, allerdings mit seinem Ortskern oberhalb eines Steilhangs und damit rund 50 Meter höher als der alte Runkeler Stadtkern. Der Ort befindet sich im Osten des Limburger Beckens, rund sieben Kilometer östlich der Kreisstadt Limburg an der Lahn.
Heute hat Schadeck das extrem langgezogene Ortsbild eines fast zwei Kilometern langen, nach Süden geöffneten Bogens, größtenteils in Hanglage. Grund dafür sind Neubaugebiete, die sich vom Ortskern aus vornehmlich in Richtung Südwesten ausgedehnt haben. Im Nordosten ist der Ort fast mit den rechtslahnischen Teilen der Kernstadt Runkel zusammengewachsen, an seiner südöstlichen Spitze geht er in das ebenfalls zur Kernstadt gehörende Gewerbegebiet „Kerkerbach“ über.
Die Gemarkung ist grob dreieckig geformt, mit Spitzen nach Westen, Süden und Nordosten. Sie grenzt im Westen an Steeden, im Norden an Hofen und den Runkeler Wald, der zur Kernstadt gehört, im Osten an Arfurt, im Süden an den Hauptort der Nachbargemeinde Villmar, zu dem die Lahn die Grenze bildet, und im Süden an die Kernstadt Runkel. Der Ort selbst erstreckt sich von 130 bis 185 Metern Höhe. Östlich des Hangs, auf dem der Ort liegt, schließt sich vergleichsweise flaches Gelände an, das erst nahe der Lahn wieder deutlich abfällt. Nördlich des alten Dorfkerns steigt das Gelände noch einmal deutlich an und erreicht bis zu 230 Meter Höhe. Da sich der Kerkerbach in seinem deutlich eingeschnittenen Tal in einiger Entfernung nordwestlich des Orts entlang fließt, weist der gesamte westliche Gemarkungsteil erhebliche Höhenunterschiede auf, so dass die dort mit Häusern bebaute Fläche den Charakter eines Höhenzugs erhält.
Die Gemarkung ist vor allem von landwirtschaftlicher Fläche bedeckt, die nahezu den gesamten östlichen Teil mit seinen geringen Höhenunterschieden einnimmt. Dort ist nur der Hang zur Lahn hin mit Wald und Gebüsch bewachsen. Westlich und nördlich des Orts lassen die deutlichen Höhenunterschiede oft nur Grünlandwirtschaft zu. Dort wird zudem Fläche von der Aue des Kerkerbachs sowie von Mischwald beansprucht. Letzterer geht in ein großes Waldgebiet nordöstlich Schadecks über, das aber größtenteils zu den Gemarkungen anderer Runkeler Stadtteile gehört.

## Geschichte

### Ortsgeschichte
Die Burg Schadeck wurde von 1276 bis 1288 im Verlauf von Erb- und Besitzstreitigkeiten von „Heinrich von Westerburg“ als Trutzburg gegen die Burg Runkel erbaut, die sich seinerzeit im Besitz eines Vetters befand. Eine Eroberung der Burg Runkel fand jedoch nicht statt.
Während des Burgenbaus wurde auch eine kleine Siedlung von rund 35 Häusern innerhalb der weiteren Befestigungsanlagen aus Gebück und Landwehr um die Burg herum angelegt. 1288, das Fertigstellungsjahr der Burg, ist zugleich auch das Jahr der urkundlichen Ersterwähnung des Orts Schadeck. Bereits 1321 fiel die Burg an das Kurfürstentum Trier, das allerdings das Haus Westerburg dort beließ, nun aber als Lehnsnehmer auf dem vorherigen Eigengut. Es scheint kurz darauf Versuche der Westerburger Herren gegeben zu haben, die Lehnshoheit abzuschütteln. Im Jahr 1344 eroberte jedoch der Trierer Erzbischofs Balduin die Feste im Verlauf einer Kampagne zur Absicherung und Erweiterung seiner rechtsrheinischen Gebiete. Offenbar blieb das Haus Westerburg aber auf der Burg präsent, nun aber endgültig als kurtrierische Vasallen. 1346 erhielt Schadeck von König Karl IV. Stadtrechte nach Frankfurter Vorbild. Kurz darauf wurde eine Stadtmauer mit zwei Toren errichtet. Überreste des westlichen Teils dieser Mauer sind heute noch in einigen Hausfundamenten zu erkennen.
In der zweiten Hälfte des 14. Jahrhunderts scheint Schadeck Sitz eines kurtrierischen Amts gewesen zu sein. Ein Schultheiß für den Ort ist erstmals 1466 verbürgt. Sein Zuständigkeitsbereich dürfte auf den Ort selbst, einige wenige benachbarte trierische Besitzungen in den Orten Aumenau, Fürfurt, Ennerich und Oberrechen sowie das mit Runkel geteilte Gericht Wenigenvillmar beschränkt gewesen sein.
In einem offenen Erbschaftsstreit vertrieb Philipp Ludwig I. von Wied (* ca. 1582; † 2.8.1633), der sich bei der Erbteilung benachteiligt glaubte, am 9. September 1622 seinen älteren Bruder, den Landesherrn Graf Hermann II. zu Wied-Runkel (* 15.4.1581; † 13.10.1631), aus Schloss und Herrschaft Runkel. Graf Hermann II. bat noch den Kurfürsten, seinen Bruder Einhalt zu gebieten, floh aber dann mit seiner Familie auf die Burg Schadeck.
Im Dreißigjährigen Krieg wurde der Ort im Jahr 1626 von kaiserlich-wallensteinischen Truppen unter General Görzenich erobert, alle Anwohner vertrieben und die äußeren Mauern der Burg geschleift. Im Jahr 1628 scheint es erneut zu einer kurzen Besetzung der Burg gekommen zu sein.
Neben einer kleinen Kapelle in der Burg wurde 1429 ein eigenes Kapellengebäude im Burghof errichtet, das auch als Gotteshaus des Orts Schadeck diente. Es handelte sich um eine Filiale der Pfarrei Villmar. Im Jahr 1561 wurde die Reformation in Schadeck eingeführt. Für 1639 sind die ersten Juden nachgewiesen. 1682 begann der Bau einer Kirche auf dem inzwischen zugeschütteten Burggraben. 1691 wurde das Gotteshaus geweiht. Das Kapital für die Fertigstellung stammt aus dem Vermögen von Magdalene Sophie von Hohenlohe, der Verlobten von Graf Johann Anton zu Leiningen-Westerburg. Als sie kurz vor der geplanten Trauung starb, vermachte sie ihrem Bräutigam 13.000 Taler. Mit diesem Geld löste Johann Anton die verpfändeten Besitzungen seiner Familie an der Lahn aus, darunter auch Burg Schadeck, auf der er 1655 geboren worden war. Aus dem verbliebenen Rest des Erbes finanzierte er die Fertigstellung der Kirche.
Am 8. Juni 1765 brannten nach einer langen Trockenheit und durch einen Blitzschlag 56 Häuser und damit nahezu der gesamte Ort ab. Nach dem Feuer gelobte die Gemeinde, diesen Tag als Gedenktag zu begehen. Bis heute werden in Schadeck jährlich am 8. Juni aufgrund dieses Gelöbnisses drei Gottesdienste gefeiert. 1796 kam es während der Koalitionskriege mehrfach zu Plünderungen durch französische und österreichische Soldaten.
Im Jahr 1803 wurden weitere Teile der Burganlage geschleift. 1812 verkaufte Graf Friedrich von Leiningen-Westerburg einen Großteil seiner Besitzungen und Rechte in und um Schadeck, darunter auch die Burg. Mehrheitlich traten Schadecker Einwohner als Käufer auf. Nach der Entstehung des Herzogtums Nassau wurde Schadeck 1815 dem Amt Runkel angegliedert. Ab 1821 beherbergte der Westflügel der Burg das Bürgermeisteramt der Gemeinde und etwa ab 1850 befand sich im zweiten Stock die Gemeindeschule. 1843 entstand eine 205 Stufen umfassende Treppe, die über den steilen Felsenhang eine Verbindung zwischen Runkel und Schadeck herstellte. 1965 entstand ein Feuerwehrhaus.
Die 1888 westlich von Schadeck in Betrieb genommene Kerkerbachbahn bot bis zu ihrer Stilllegung im Jahr 1958 einen direkten Eisenbahnanschluss an die Lahntalbahn und im frühen 20. Jahrhundert für kurze Zeit in den Westerwald bis Mengerskirchen. Die Schmalspurbahn diente überwiegend dem Transport von Bodenschätzen, ihre Bedeutung für den Personenverkehr war gering. Der Haltepunkt lag außerhalb des Dorfes bei einer Gaststätte im Tal. Heute ist der Bahndamm ein ausgebauter Radwanderweg.
Traditionell handelte es sich bei Schadeck um ein von Landwirtschaft geprägtes Dorf. Für das 19. Jahrhundert sind in der Gemarkung kleinere Marmorbrüche, eine ebenfalls kleine Eisensteingrube und geringfügiger Weinanbau überliefert. Im Jahr 2002 wurde das „Haus der Vereine“ fertiggestellt.
Hessische Gebietsreform (1970–1977)
Zum 1. Dezember 1970 fusionierten die bis dahin selbstständige Gemeinde Schadeck und weitere Gemeinden, im Zuge der Gebietsreform in Hessen, mit der Stadt Runkel. Dadurch wurde Schadeck ein Stadtteil von Runkel.
Für die eingegliederten Gemeinden sowie für die Kernstadt wurde je ein Ortsbezirk mit Ortsbeirat und Ortsvorsteher nach der Hessischen Gemeindeordnung gebildet.

### Verwaltungsgeschichte im Überblick
Die folgende Liste zeigt die Staaten bzw. Herrschaftsgebiete und deren untergeordnete Verwaltungseinheiten, in denen Schadeck lag:
- vor 1806: Heiliges Römisches Reich, Grafschaft (seit 1791 Fürstentum) zu Wied-Runkel und  Graf zu Leiningen-Westerburg-Neuleiningen je zur Hälfte Amt oder Herrschaft Runkel
- 1806–1813: Großherzogtum Berg, Département Sieg, Arrondissement Dillenburg, Kanton Runkel (ab 1811 Kanton Hadamar)
- 1813–1815: Fürstentum Nassau-Oranien, Amt Runkel
- ab 1816: Herzogtum Nassau, Amt Runkel
- ab 1849: Herzogtum Nassau, Kreisamt Limburg[Anm. 1]
- ab 1854: Herzogtum Nassau, Amt Runkel
- ab 1867: Norddeutscher Bund[Anm. 2], Königreich Preußen, Provinz Hessen-Nassau, Regierungsbezirk Wiesbaden, Oberlahnkreis[Anm. 3]
- ab 1871: Deutsches Reich, Königreich Preußen, Provinz Hessen-Nassau, Regierungsbezirk Wiesbaden, Oberlahnkreis
- ab 1918: Deutsches Reich, Freistaat Preußen, Provinz Hessen-Nassau, Regierungsbezirk Wiesbaden, Oberlahnkreis
- ab 1944: Deutsches Reich, Freistaat Preußen, Provinz Nassau, Oberlahnkreis
- ab 1945: Amerikanische Besatzungszone, Groß-Hessen, Regierungsbezirk Wiesbaden, Oberlahnkreis
- ab 1946: Amerikanische Besatzungszone, Land Hessen, Regierungsbezirk Wiesbaden, Oberlahnkreis
- ab 1949: Bundesrepublik Deutschland, Land Hessen, Regierungsbezirk Wiesbaden, Oberlahnkreis
- ab 1968: Bundesrepublik Deutschland, Land Hessen, Regierungsbezirk Darmstadt, Oberlahnkreis
- ab 1970: Bundesrepublik Deutschland, Land Hessen, Regierungsbezirk Darmstadt, Oberlahnkreis, Stadt Runkel[Anm. 4]
- ab 1974: Bundesrepublik Deutschland, Land Hessen, Regierungsbezirk Darmstadt, Landkreis Limburg-Weilburg, Stadt Runkel
- ab 1981: Bundesrepublik Deutschland, Land Hessen, Regierungsbezirk Gießen, Landkreis Limburg-Weilburg, Stadt Runkel

### Bevölkerung
Einwohnerentwicklung
Für 1822 sind in Schadeck 385 Bewohner verzeichnet, 1854 waren es 488 Einwohner, davon 468 evangelisch, 14 jüdisch und sechs katholisch. 1987 hatte Schadeck 916 Einwohner. Der Anteil der Katholiken ist nach dem Zweiten Weltkrieg deutlich gestiegen, dennoch bleibt Schadeck bis heute ein mehrheitlich evangelischer Ort.
| Schadeck: Einwohnerzahlen von 1834 bis 2020 | Schadeck: Einwohnerzahlen von 1834 bis 2020 | Schadeck: Einwohnerzahlen von 1834 bis 2020 | Schadeck: Einwohnerzahlen von 1834 bis 2020 | Schadeck: Einwohnerzahlen von 1834 bis 2020 |
| --- | ------------------------------------------- | ------------------------------------------- | ------------------------------------------- | ------------------------------------------- |
| Jahr |                                             |                                             |                                             | Einwohner                                   |
| 1834 | 1834                                        |                                             | 436                                         | 436                                         |
| 1840 | 1840                                        |                                             | 442                                         | 442                                         |
| 1846 | 1846                                        |                                             | 438                                         | 438                                         |
| 1852 | 1852                                        |                                             | 461                                         | 461                                         |
| 1858 | 1858                                        |                                             | 503                                         | 503                                         |
| 1864 | 1864                                        |                                             | 536                                         | 536                                         |
| 1871 | 1871                                        |                                             | 492                                         | 492                                         |
| 1875 | 1875                                        |                                             | 494                                         | 494                                         |
| 1885 | 1885                                        |                                             | 490                                         | 490                                         |
| 1895 | 1895                                        |                                             | 439                                         | 439                                         |
| 1905 | 1905                                        |                                             | 462                                         | 462                                         |
| 1910 | 1910                                        |                                             | 502                                         | 502                                         |
| 1925 | 1925                                        |                                             | 466                                         | 466                                         |
| 1939 | 1939                                        |                                             | 499                                         | 499                                         |
| 1946 | 1946                                        |                                             | 738                                         | 738                                         |
| 1950 | 1950                                        |                                             | 730                                         | 730                                         |
| 1956 | 1956                                        |                                             | 664                                         | 664                                         |
| 1961 | 1961                                        |                                             | 650                                         | 650                                         |
| 1967 | 1967                                        |                                             | 645                                         | 645                                         |
| 1970 | 1970                                        |                                             | 715                                         | 715                                         |
| 1980 | 1980                                        |                                             | ?                                           | ?                                           |
| 1990 | 1990                                        |                                             | ?                                           | ?                                           |
| 2000 | 2000                                        |                                             | ?                                           | ?                                           |
| 2011 | 2011                                        |                                             | 1.110                                       | 1.110                                       |
| 2020 | 2020                                        |                                             | 1.051                                       | 1.051                                       |
| Datenquelle: Historisches Gemeindeverzeichnis für Hessen: Die Bevölkerung der Gemeinden 1834 bis 1967. Wiesbaden: Hessisches Statistisches Landesamt, 1968. Weitere Quellen: LAGIS; Stadt Runkel; Zensus 2011 |                                             |                                             |                                             |                                             |

Einwohnerstruktur 2011
Nach den Erhebungen des Zensus 2011 lebten am Stichtag dem 9. Mai 2011 in Schadeck 1110 Einwohner. Darunter waren 36 (3,2 %) Ausländer.
Nach dem Lebensalter waren 207 Einwohner unter 18 Jahren, 462 zwischen 18 und 49, 255 zwischen 50 und 64 und 189 Einwohner waren älter.
Die Einwohner lebten in 450 Haushalten. Davon waren 117 Singlehaushalte, 132 Paare ohne Kinder und 165 Paare mit Kindern, sowie 36 Alleinerziehende und 3 Wohngemeinschaften. In 75 Haushalten lebten ausschließlich Senioren und in 315 Haushaltungen lebten keine Senioren.
Religionszugehörigkeit
| • 1885: | 480 evangelische (= 97,96 %), 3 katholische (= 0,61 %), 7 jüdische (= 1,43 %) Einwohner |
| • 1961: | 505 evangelische (= 77,69 %), 168 katholische (= 21,23 %) Einwohner                     |

## Politik
Ortsvorsteher ist Jörg-Peter Heil (Liste Schadeck).

## Wappen
Im Jahr 1948 ist der Gemeinde vom Hessischen Minister des Innern das Recht zur Führung eines Wappens verliehen worden.

## Kultur und Sehenswürdigkeiten

### Bauwerke

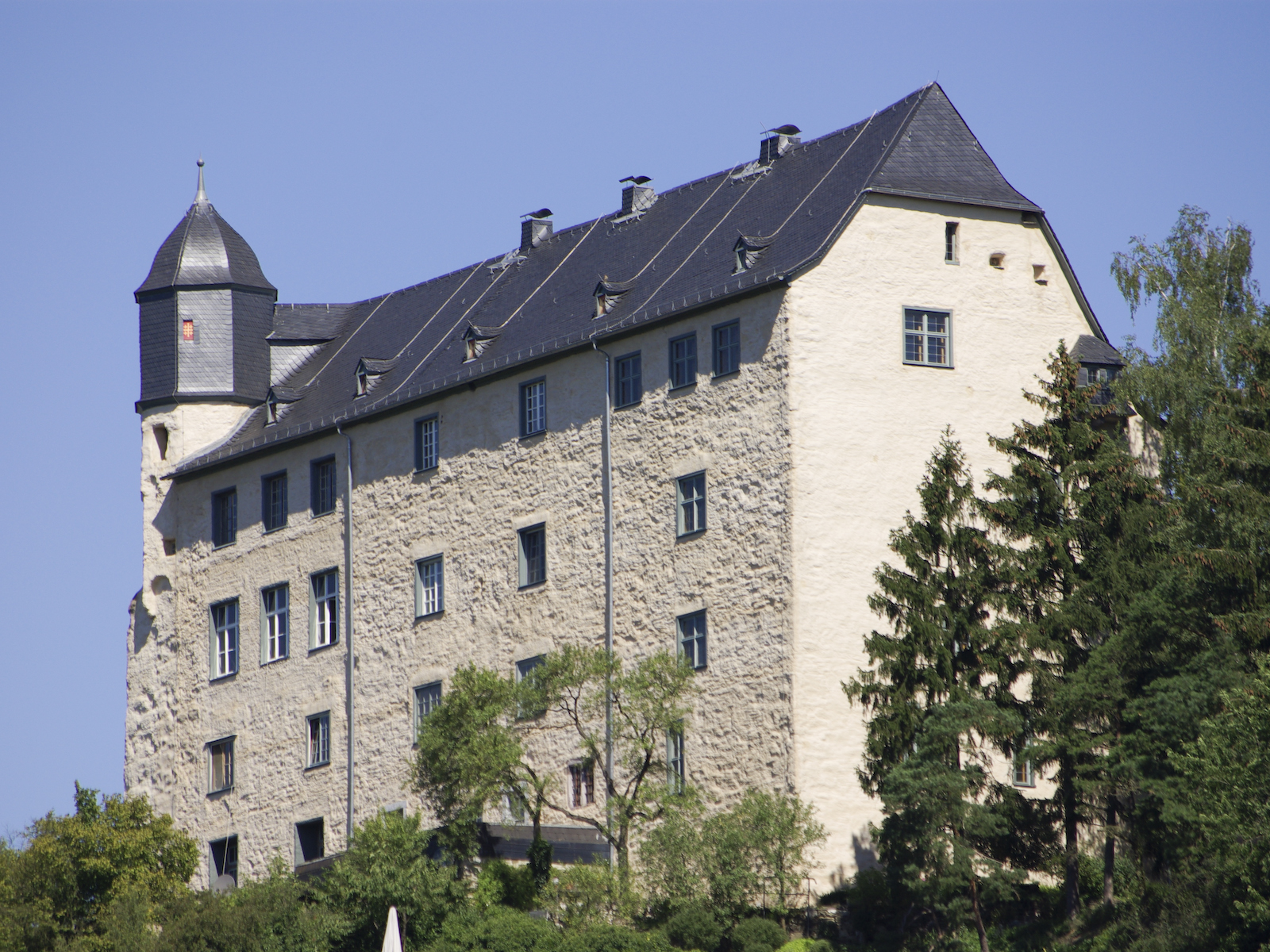
Burg Schadeck
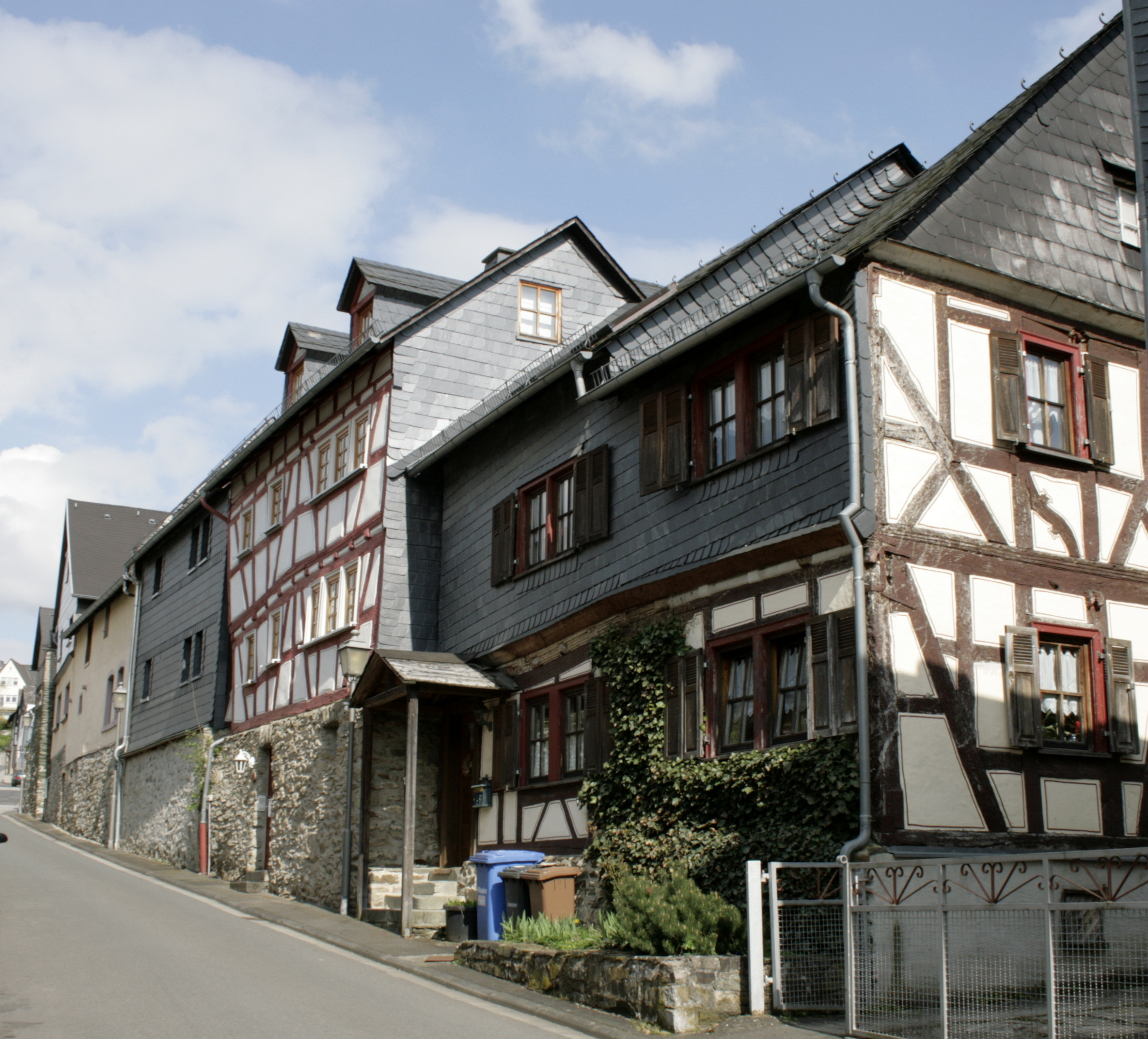
Fachwerkzeile in der Nähe der Burg
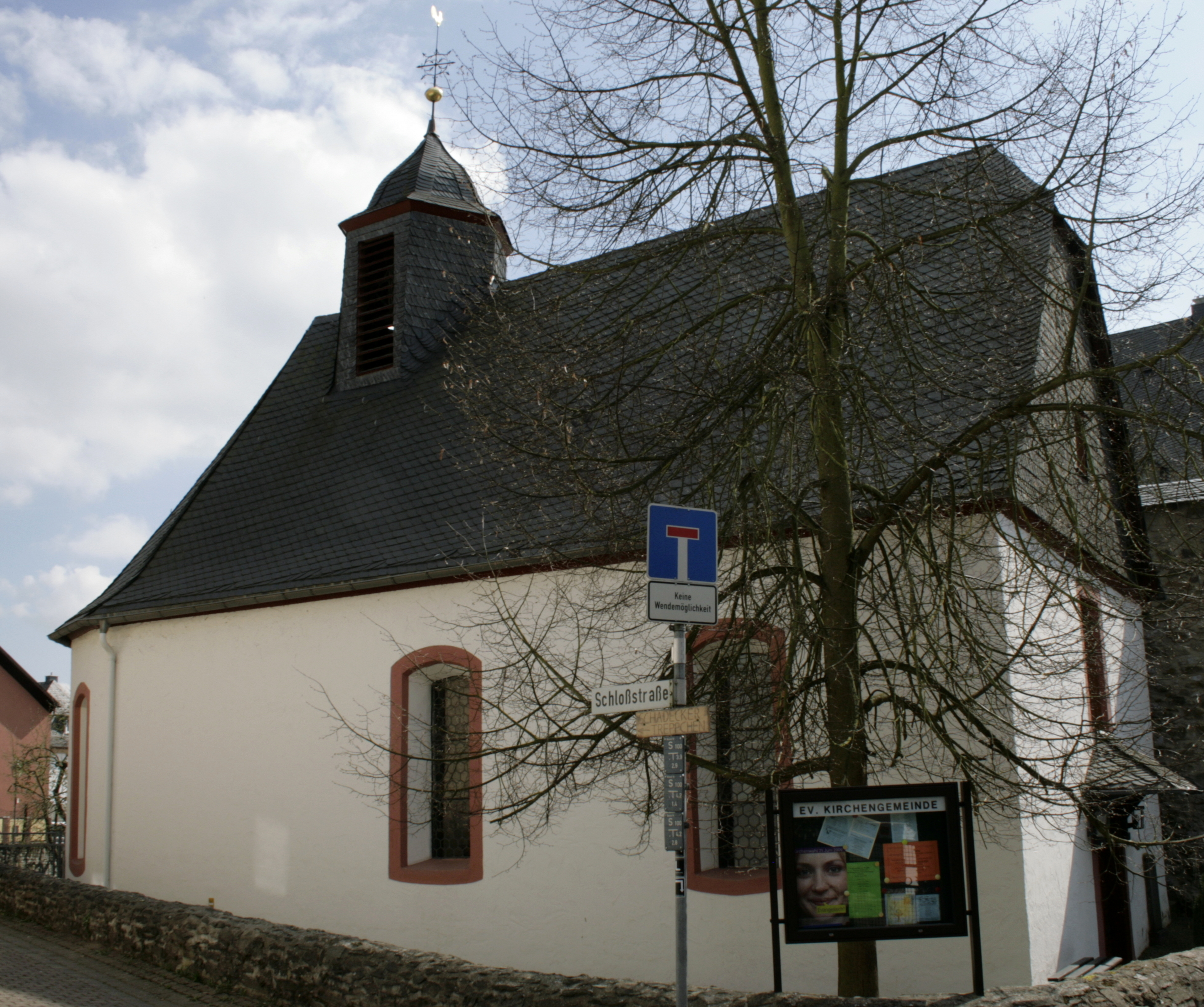
Evangelische Kirche
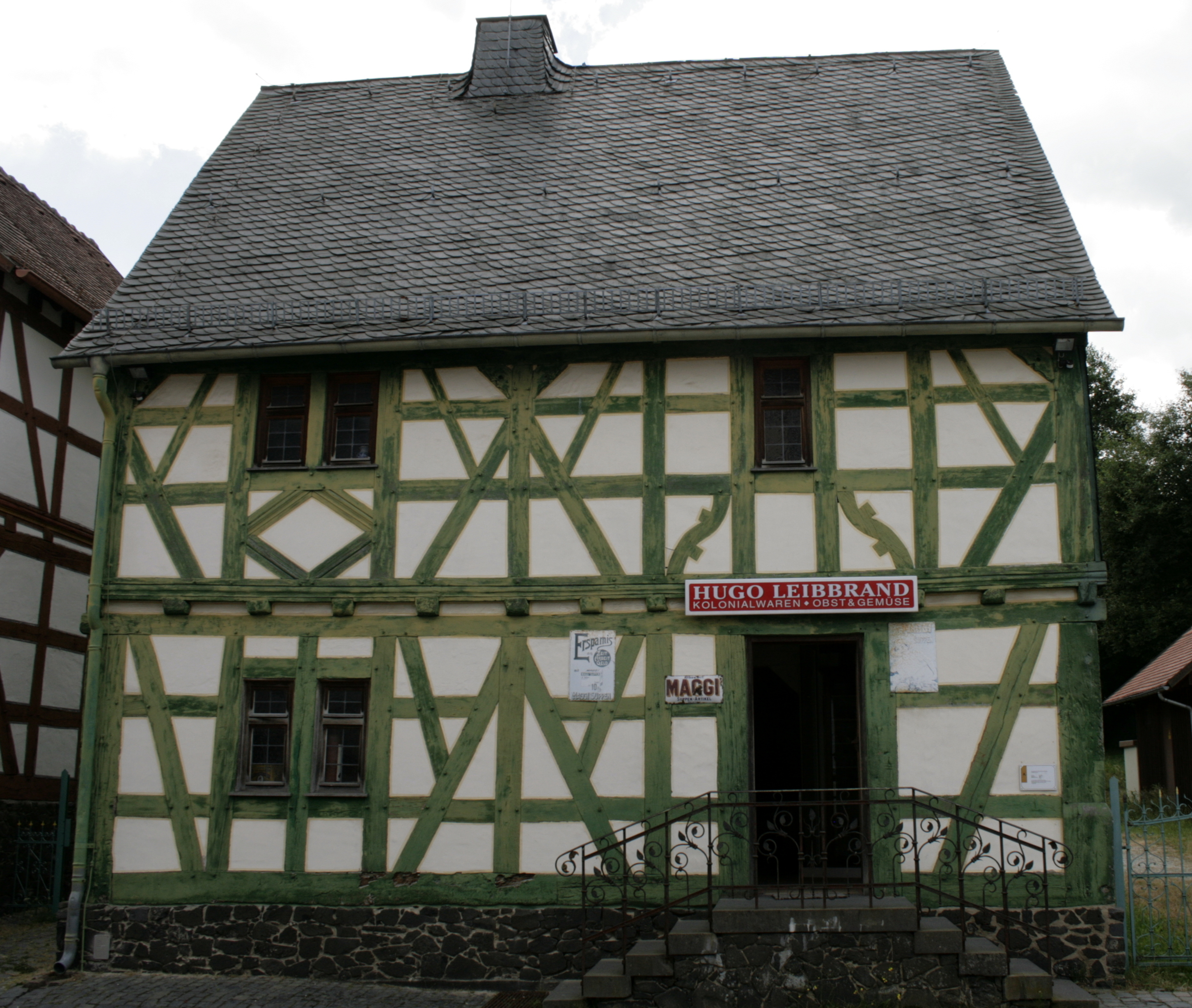
Kleinstädtisches Wohnhaus aus Schadeck, erbaut um 1700, heute im Freilichtmuseum Hessenpark ausgestellt

### Vereine
Ältester Schadecker Verein ist der Gesangverein „Concordia“, gegründet 1878. Zudem existiert seit 1901 der Turnverein und seit 1933 die Freiwillige Feuerwehr Schadeck (seit 26. Juni 1993 mit ihrer Jugendfeuerwehr). Dazu kommen ein Kleintierzuchtverein, ein Heimatverein und die „Landsknechte“, ein Verein, der historisches Reenactment mit Schwerpunkt auf die Epoche des Dreißigjährigen Kriegs betreibt.

## Infrastruktur
Die Freiwillige Feuerwehr Schadeck, gegr. 1933 (seit 26. Juni 1993 mit Jugendfeuerwehr), sorgte bis in das Jahr 2012 für den abwehrenden Brandschutz und die allgemeine Hilfe. Seit 2012 ist sie mit der Wehr der Kernstadt Runkel zur Freiwilligen Feuerwehr Runkel Schadeck vereint. Das neue Feuerwehrhaus wurde im Jahr 2012 auf der Schadecker Anhöhe zwischen Runkel und Schadeck fertig gestellt. Die Fördervereine der ehemaligen Feuerwehren Runkel und Schadeck bestehen weiter eigenständig.

## Persönlichkeiten
- Theodor Wißmann (1818–1884), Verwaltungsbeamter und Politiker, in Schadeck geboren